# Земфіра Кондур
Земфіра (Зола) Кондур (нар. 7 серпня 1976, м. Ізмаїл, Одеська обл.) — українка ромського походження, громадська діячка, правозахисниця. У 2015 році вона стала першою ромською жінкою, яка обійняла посаду заступниці голови міжвідомчої координаційної групи з ромських питань при Кабінеті Міністрів України. 2019 року призначена Посланицею толерантності ПРООН України. Перша ромська жінка, яка стала представницею Офісу Ради Європи в Україні.
Земфіра Кондур — активістка, яка багато років працює у сфері захисту прав ромів і ромок в Україні. Вона — віце-президент Ромського жіночого фонду «Чіріклі» — відомої ромської організації; а також фандрайзерка ромського інтернет-радіо «Chiriklo». Земфіра понад 20 років займається проблематикою становища ромів в Україні загалом і зокрема ромських жінок.

## Освіта і початок активістської діяльності
Зола Кондур навчалася в Ізмаїльському державному педагогічному університеті. Батько — Анатолій, який у 1993 році заснував одну із перших ромських громадських організацій в Україні — Асоціацію ромів Ізмаїла; спочатку Земфіра допомагала йому писати листи до адміністрації, потім — в організації заходів, і так вона й захопилася цією справою.
Освіту у сфері прав людини Земфіра Кондур здобувала на тренінгах Ради Європи, ОБСЄ, ЄЦПР, ООН і багато інших. Перший тренінг, що проводився ЮНІСЕФ,  відвідала у Києві. Також проходила навчання для громадських лідерів у США. Потім була консультанткою Європейського центру із прав ромів, Ради Європи і ОБСЄ.

## Освіта і професійна діяльність
1994—1999 рр. — отримала диплом спеціаліста філології у Державному педагогічному університеті в Ізмаїлі.
1997—2003 рр. — керуюча директорка Асоціації ромів.
Травень — листопад 1999 р. — Національна координаторка з питань ромів в Україні. Програма поводження з жертвами Голокосту.
Червень — серпень 1999 р., Київ, Україна — отримала сертифікат соціальної працівниці.
З середини 2000-х рр. — за сумісництвом працює в Інституті педагогіки Національної академії педагогічних наук України у відділі навчання мов національних меншин та зарубіжної літератури, займається розробкою програм і посібників для навчання ромською мовою.
Грудень 2000 р. — брала участь у Тренінгу для НУО щодо Рамкової конвенції про захист національних меншин, Страсбург, Франція.
Травень 2001 — грудень 2001 рр. — Національна координаторка з питань ромів в Україні, Молдові, Латвії, Литві. Програма поводження з жертвами Голокосту.
Липень 2001 р. — брала участь у робочій групі ООН з питань меншин та корінних народів як експерт з питань ромів, Лондон, Велика Британія.
Лютий 2002—2003 рр. — член ради ромів Міжнародного фонду «Відродження».
Травень 2002 р., Київ, Україна — отримала сертифікат тренерки альтернативної методики.
Квітень 2002 р. — липень 2003 р. — асистентка програми ромів та програми ЗМІ.
З серпеня 2004 р. — Віце-президент у Міжнародній благодійній організації Ромський жіночий фонд «Чіріклі».
Квітень 2005 р. — спікерка Голови Комітету з прав людини та національних меншин Верховної Ради України.
Червень 2005 р. — брала участь у першому в Росії семінарі для жінок-ромських активісток, презентація про рух ромських жінок в Україні.
Липень 2005 р. — отримала свідоцтво правозахисниці. Літні семінари з прав людини.
Жовтень 2005 р. — спікерка на 10 форумі AWID Право і розвиток жінок, Бангкок, Таїланд.
Грудень 2005 — нині — парламентська експертка з ґендерних питань.
Жовтень 2006 р. — була запрошена ВВС як консультантка для підготовки документальної радіопрограми висвітлення проблем ромської громади в Україні та Чехії.
Травень — грудень 2006 р. — проектна менеджерка у Європейському центрі прав ромів.
Червень — серпень 2006 р. — тренерка у Європейському центрі прав ромів, Будапешт, Угорщина.
Листопад 2006 р. — Делегатка з України у Раді Європи, Страсбург, Франція.
Жовтень 2007 р. — грудень 2008 р. — член правління РМУСП переданий Фонду освіти ромів.
Лютий — грудень 2007 р. — консультантка СНД у Києві.
Жовтень 2007 р. — головна доповідачка на Всесвітній організації охорони здоров'я, Берлін, Німеччина.
Грудень 2007 р. — представниця України щодо Ромських жіночих конференцій у Раді Європи та Міністерстві інтеграції щодо гендерної рівності Швеції, Стокгольма, Фінляндії.
Грудень 2007 р. — делегатка з України на Всесвітній організації охорони здоров'я, Венеція, Італія.
Січень 2008 р. — учасниця Міжнародної ромської конференції, у Кракові.
Травень — червень 2008 р. — член Національної групи розвитку для Раунду 8 TB для Глобального фонду.
Серпень — листопад 2008 р. — консультантка «Спільної програми РЄ / ЄС з питань ромів у Молдові та Україні».
Березень — травень 2009 р. — тимчасова агентка Ради Європи у відділі ромів та мандрівників.
Травень — серпень 2009 р. — консультантка Ради Європи/Європейської комісії Dosta! Кампанія в Україні.
24 серпня — 11 вересня 2009 р. — отримала Сертифікат у Міжнародній лідерській програмі з управління НУО.
28 вересня — 9 жовтня 2009 року — представила ситуацію з освітою ромських дітей в Україні та рекомендації щодо забезпечення кращого доступу до якісної освіти, у Варшаві.
18 січня 2010 року — представила усну заяву про становище ромських жінок в Україні, у Женеві.
З серпня 2010 р. — спеціалістка з ромської мови (старша наукова співробітниця).
Лютий 2011 — червень 2012 рр. –Підготувала 50 ромських медіаторів у сфері охорони здоров'я.
Лютий — травень 2011 р. — тренерка ромських медіаторів.
З травня 2011 р. — лекторка проекту ROMED в Україні.
1 червня — 7 червня 2011 року — короткострокова спостерігачка Місії зі спостереження за виборами в Македонії.
Жовтень 2013 — грудень 2017 рр. — національна керівниця проекту ROMED в Україні.
З листопада 2015 р. — заступниця голови Міжвідомчої робочої групи при Кабінеті Міністрів Україні з питань виконання плану заходів щодо реалізації Стратегії захисту та інтеграції в українське суспільство ромської національної меншини на період до 2020 року.
13—16 червня 2016 р. — тренерка на тему «Ефективна поліція, що відповідає правам людини у ставленні до ромів».
З 1 вересня 2016 р. — лекторка в Національному педагогічному університеті імені М. П. Драгоманова.
2017 р. — вступила в аспірантуру Запорізького національного університету, аби ретельніше дослідити питання соціальної політики. PhD з соціальних наук.
З липня 2018 р. — працює в Раді Європи на посаді проектного менеджера.

## Погляди і діяльність
Зола Кондур працює в галузі прав людини з увагою до проблем ромів, і також, як консультантка для міжнародних правозахисних організацій. Фахово займається лобіюванням питань ромів на українському та міжнародному рівнях. Правозахисниця представляє інтереси українських ромів в ООН, ОБСЄ, Європейському парламенті, Раді Європи.
Тематика, з якою Земфіра Кондур працює у правозахисному русі, — це право на якісну освіту (що завжди було і є пріоритетом), соціально-медичні послуги, доступ до адекватного житла, а також право на роботу, захист ромів від нападів на ґрунті ненависті, протидія дискримінації ромів.

## Досягнення у правозахисній діяльності
Земфіра Кондур зазначає, що за багато років у ромському русі є досягнення: ромські чоловіки визнали ромських жінок-лідерок, приймають їх на рівних. В Коаліції ромських неурядових громадських організацій є ромські жінки. Коаліція делегувала ромських жінок до складу Міжвідомчої координаційної групи при Кабміні, а також в постійні робочі групи при міністерствах. Прийняття Стратегії захисту та інтеграції в українське суспільство ромської національної меншини на період до 2020 року та Національного плану заходів, створення Міжвідомчої робочої групи (МРГ) при Кабміні, Секретаріату цієї групи — вважається успіхом. Також роми є як в складі МРГ, так і в Секретаріаті. Успіхом є також наявність професійних ромських жінок-медіаторок, які готові до активної політичної участі. У мережі 55 медіаторів, серед них 23 — ромські жінки.
Про ініціативи Земфіри Кондур, спрямовані на просвіту жінок та їх права у традиційних ромських родинах, Німецька хвиля у рамках проекту #LocalHeroes зняла документальний ролик.

## Організація «Чіріклі»
Організація «Чіріклі», в якій Земфіра Кондур працює віце-президентом, займається ромськими жінками і громадою в цілому. «Коли ми вивчали програму ромських посередників, ми розглядали її як модель підвищення ролі ромських жінок у громаді та можливість дати їм роботу. Пізніше, коли ми розпочали таку програму в Україні, то побачили, наскільки вона посилила участь ромських жінок в громаді, зросла впевненість жінок в своїх силах, вони стали економічно незалежними», –  зазначає активістка у інтерв'ю, проведеному Українською Гельсінською спілкою з прав людини. Серед досягнень даної організації: ромські жінки стали спеціалістками в соціально-медичній сфері, вони обізнані в питаннях документування осіб; вони є партнерками соціальних, медичних служб. Надісланий організацією звіт у Комітет Конвенції Організації Об'єднаних Націй про ліквідацію всіх форм дискримінації щодо жінок (CEDAW), надав результати у вигляді рекомендацій Україні щодо покращення становища жінок, особливо в доступі до освіти, медичних послугах та отриманні документів. Розпочата співпраця з ООН Жінки Україна має на меті надання ромським жінкам знань про Конвенцію про ліквідацію всіх форм дискримінації щодо жінок та як її використовувати для захисту їх прав. У грудні 2017 року організація запросила ромських жінок до Верховної Ради України на засідання круглого столу з питань ромських жінок; вони мали можливість представити проблеми своїх громад та презентувати позитивний досвід.

## Натхненники
«Мене надихають люди, з якими я працюю, яким вдається допомогти, моя родина, друзі. В житті мені пощастило тому, що я зустріла дуже талановитих, творчих і надзвичайно цікавих людей, вони є моїми духовними вчителями або наставниками, підтримують і надихають», — розповідає Земфіра Кондур у інтерв'ю, проведеному на честь Міжнародного дня ромів 8 квітня 2018 року Українською Гельсінською спілкою з прав людини на чолі з гендерною експерткою Тамарою Марценюк та її авторським проектом «Правозахисниці, які змінюють країну».
У правозахисній діяльності захоплюється діяльністю Мірьям Каролі, Рітою Іжаак, Джеліко Йовановичем, Ніколетою Біту і багатьма іншими людьми.